# Bembidion axillare
Bembidion axillare is een keversoort uit de familie van de loopkevers (Carabidae). De wetenschappelijke naam van de soort werd in 1844 gepubliceerd door Viktor Ivanovitsj Motsjoelski.